# Тийуз
Тийу́з (фр. Tilhouse, окс. Telhosa) — коммуна во Франции, находится в регионе Юг — Пиренеи. Департамент — Верхние Пиренеи. Входит в состав кантона Ланнемезан. Округ коммуны — Баньер-де-Бигор.
Код INSEE коммуны — 65445.

## География

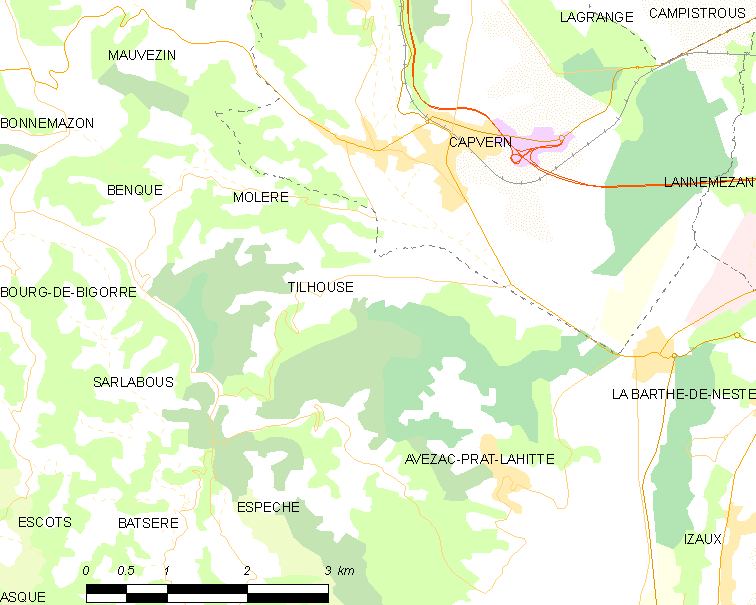
Карта коммуны

Коммуна расположена приблизительно в 660 км к югу от Парижа, в 110 км юго-западнее Тулузы, в 25 км к юго-востоку от Тарба.
По территории коммуны протекают реки Аррос и Авезагет.

## Климат
Климат умеренно-океанический с солнечной тёплой погодой и обильными осадками на протяжении практически всего года.

## Население
Население коммуны на 2010 год составляло 213 человек.
| 1962 | 1968 | 1975 | 1982 | 1990 | 1999 | 2010 |
| ---- | ---- | ---- | ---- | ---- | ---- | ---- |
| 207  | 180  | 182  | 222  | 206  | 211  | 213  |

## Администрация
| Период | Период | Фамилия     | Партия | Примечания |
| ------ | ------ | ----------- | ------ | ---------- |
| 2001   | 2020   | Жоэль Абади |        |            |

## Экономика
В 2010 году среди 123 человек трудоспособного возраста (15-64 лет) 86 были экономически активными, 37 — неактивными (показатель активности — 69,9 %, в 1999 году было 64,2 %). Из 86 активных жителей работали 83 человека (45 мужчин и 38 женщин), безработных было 3 (0 мужчин и 3 женщины). Среди 37 неактивных 7 человек были учениками или студентами, 21 — пенсионерами, 9 были неактивными по другим причинам.

## Достопримечательности
- Курган Ла-Круа-Ла-Бот (железный век, бронзовый век). Исторический памятник с 1969 года[4]